# Colewell
Colewell é um filme de drama estadunidense de 2019 escrito e dirigido por Tom Quinn e estrelado por Karen Allen.

## Elenco
- Karen Allen como Nora
- Kevin J. O'Connor como Charles
- Hannah Gross como Ella
- Daniel Jenkins como Al
- Craig Walker como Bob
- Malachy Cleary como Gary
- Catherine Kellner como Claire

## Lançamentos
O filme estreou no Festival Internacional de Cinema de São Francisco em 13 de abril de 2019.

## Recepção
O filme tem 100% de avaliação no Rotten Tomatoes.
Nick Schager, da Variety, deu uma crítica positiva ao filme e escreveu que "a serenidade primorosamente trabalhada do filme está de acordo com o estado de coisas isolado e a mente de seu personagem principal".
Stephen Farber, do The Hollywood Reporter, também fez uma crítica positiva ao filme e escreveu: "Embora Colewell pudesse ter se beneficiado com a poda de algumas de suas excentricidades, ele presta um tributo eloqüente a uma mulher que luta contra uma vida perdida".

## Prêmios e indicações
No 35º Independent Spirit Awards, Karen Allen foi indicada para o prêmio de Melhor Atriz e o filme foi indicado para o Independent Spirit John Cassavetes Award.